# Muhàmmad ibn Xuayb az-Zarqun
Muhàmmad ibn Xuayb az-Zarqun (àrab: محمد بن شعيب الزرقون, Muḥammad ibn Xuʿayb az-Zarqūn), esmentat pels romans d'Orient com Zerkounis (grec: Ζερκουνῆς), fou emir de Creta del 895 al 910.
Va succeir son germà Abu-Abd-Al·lah Úmar ibn Xuayb el 895.
El 904 una esquadra síria que venia d'apoderar-se de Tessalònica sota la direcció de Lleó de Trípoli, va ancorar a Creta on els captius foren venuts. El 297 de l'hègira (909/910) es va fer una expedició romana d'Orient a Creta dirigida per l'almirall Himèrios.
Va morir el 910 i el va succeir el seu nebot Yússuf ibn Úmar.